# Hiposalivación
Hiposalivación es la disminución anormal de la secreción de saliva. Se acepta como sinónimo de hiposialia y de asialia, es decir, tanto para la disminución parcial como total de salivación.

## Terminología
- Hiposialia es la disminución de la secreción salival
- Asialia es la anulación total de la secreción salival
- Xerostomía es la sensación subjetiva de falta de saliva.

Hiposialia y asialia son signos clínicos, porque se pueden medir y observar. Sin embargo, xerostomia es un síntoma, al ser una sensación subjetiva del paciente. Aunque se suele acompañar la falta de secreción salival con el malestar que provoca, pero no siempre es así, por lo que xerostomia no es sinónimo de hiposalivación.

## Etiología
Puede producirse en situaciones de:
- Deshidratación
- Intoxicación por anticolinérgicos
- Botulismo
- Avitaminosis A
- Síndrome de Sjögren.
- Consumo de marihuana
- Consumo de fármacos como antidepresivos, somníferos, etc.

## Tratamiento
Consiste en tratar la enfermedad de base que provoca la hiposalivación.